# Mauro di Verona
San Mauro (VI secolo – 622) è stato il trentaduesimo  vescovo di Verona dal 612 al 622; è venerato come santo dalla Chiesa cattolica.

## Biografia
Ricordato in diversi elenchi, oltre che nel Martirologio Romano, è stato vescovo di Verona dal 612 al 622, anno della sua morte. Dopo essere stato nominato vescovo, non ritenendosi degno dell'incarico, si ritirò a vita eremitica sulle montagne veronesi dette delle Saline, abdicando o lasciando un coadiutore a governare la diocesi. Visse dedicandosi alla preghiera, alla penitenza e a opere di pietà, la sua fama è legata non solo alla santità ma anche ai miracoli.
Nella vecchiaia lasciò le montagne per tornare a Verona ma, durante il viaggio, morì nei pressi del colle San Felice, dove è sorta una chiesa in suo onore. Il 21 novembre è indicato tradizionalmente come il giorno della sua morte: in quella data tutte le campane di Verona si sarebbero messe a suonare a festa da sole. La memoria dei santi vescovi veronesi è ricordata in un'unica festa il 30 ottobre.